# Denis Miala
Pour les articles homonymes, voir Miala.
 (octobre 2023).
La mise en forme du texte ne suit pas les recommandations de Wikipédia : il faut le « wikifier ».
Les points d'amélioration suivants sont les cas les plus fréquents. Le détail des points à revoir est peut-être précisé sur la page de discussion.
- Les titres sont pré-formatés par le logiciel. Ils ne sont ni en capitales, ni en gras.
- Le texte ne doit pas être écrit en capitales (les noms de famille non plus), ni en gras, ni en italique, ni en « petit »…
- Le gras n'est utilisé que pour surligner le titre de l'article dans l'introduction, une seule fois.
- L'italique est rarement utilisé : mots en langue étrangère, titres d'œuvres, noms de bateaux, etc.
- Les citations ne sont pas en italique mais en corps de texte normal. Elles sont entourées par des guillemets français : « et ».
- Les listes à puces sont à éviter, des paragraphes rédigés étant largement préférés. Les tableaux sont à réserver à la présentation de données structurées (résultats, etc.).
- Les appels de note de bas de page (petits chiffres en exposant, introduits par l'outil «  Source ») sont à placer entre la fin de phrase et le point final[comme ça].
- Les liens internes (vers d'autres articles de Wikipédia) sont à choisir avec parcimonie. Créez des liens vers des articles approfondissant le sujet. Les termes génériques sans rapport avec le sujet sont à éviter, ainsi que les répétitions de liens vers un même terme.
- Les liens externes sont à placer uniquement dans une section « Liens externes », à la fin de l'article. Ces liens sont à choisir avec parcimonie suivant les règles définies. Si un lien sert de source à l'article, son insertion dans le texte est à faire par les notes de bas de page.
- La présentation des références doit suivre les conventions bibliographiques. Il est recommandé d'utiliser les modèles {{Ouvrage}}, {{Chapitre}}, {{Article}}, {{Lien web}} et/ou {{Bibliographie}}. Le mode d'édition visuel peut mettre en forme automatiquement les références.
- Insérer une infobox (cadre d'informations à droite) n'est pas obligatoire pour parachever la mise en page.

Pour une aide détaillée, merci de consulter Aide:Wikification.
Si vous pensez que ces points ont été résolus, vous pouvez retirer ce bandeau et améliorer la mise en forme d'un autre article.
Denis Miala est un réalisateur angolais originaire de Luanda, Angola. Il est particulièrement connu pour son travail dans la réalisation de clips musicaux et le film Moça sorti en 2021. Sa carrière a débuté dans les années 2000 avec la réalisation de clips musicaux pour divers artistes angolais. Au fil des années, Miala a élargi son répertoire en s'aventurant dans le cinéma, ce qui a culminé avec la réalisation de Moça.

## Carrière
Denis Miala a commencé sa carrière en réalisant des clips musicaux. Au fil des années, il a collaboré avec des artistes reconnus en Angola et à l'étranger. Sa passion pour le cinéma l'a conduit à réaliser Moça en 2022, un film qui a été sélectionné dans plusieurs festivals de cinéma internationaux et gagné plusieurs prix en Angola.

### Filmographie
| Année | Titre | Notes                                       |
| ----- | ----- | ------------------------------------------- |
| 2021  | Moça  | Présenté dans plusieurs festivals de cinéma |

## Distinctions
Moça a été sélectionné dans plusieurs festivals de cinéma, y compris le Luxor African Film Festival, le Festival International du Film Panafricain de Cannes, Unitel Angola Move, et d'autres. Il remportera notamment 7 prix sur les 12 attribués au Festival Fesc-kianda 2023.